# Gare de Chars
La gare de Chars est une gare ferroviaire française de la ligne de Saint-Denis à Dieppe et de l'ancienne ligne de Chars à Magny-en-Vexin, située sur le territoire de la commune de Chars, dans le département du Val-d'Oise en région Île-de-France.
C'est une gare SNCF desservie par les trains du réseau Transilien Paris Saint-Lazare (ligne J).

## Situation ferroviaire
Établie à 66 m d'altitude, l'ancienne gare de bifurcation de Chars est située au point kilométrique PK 47,606 de la ligne de Saint-Denis à Dieppe entre les gares de Santeuil - Le Perchay et Lavilletertre et au PK 0,000 de l'ancienne ligne de Chars à Magny-en-Vexin.

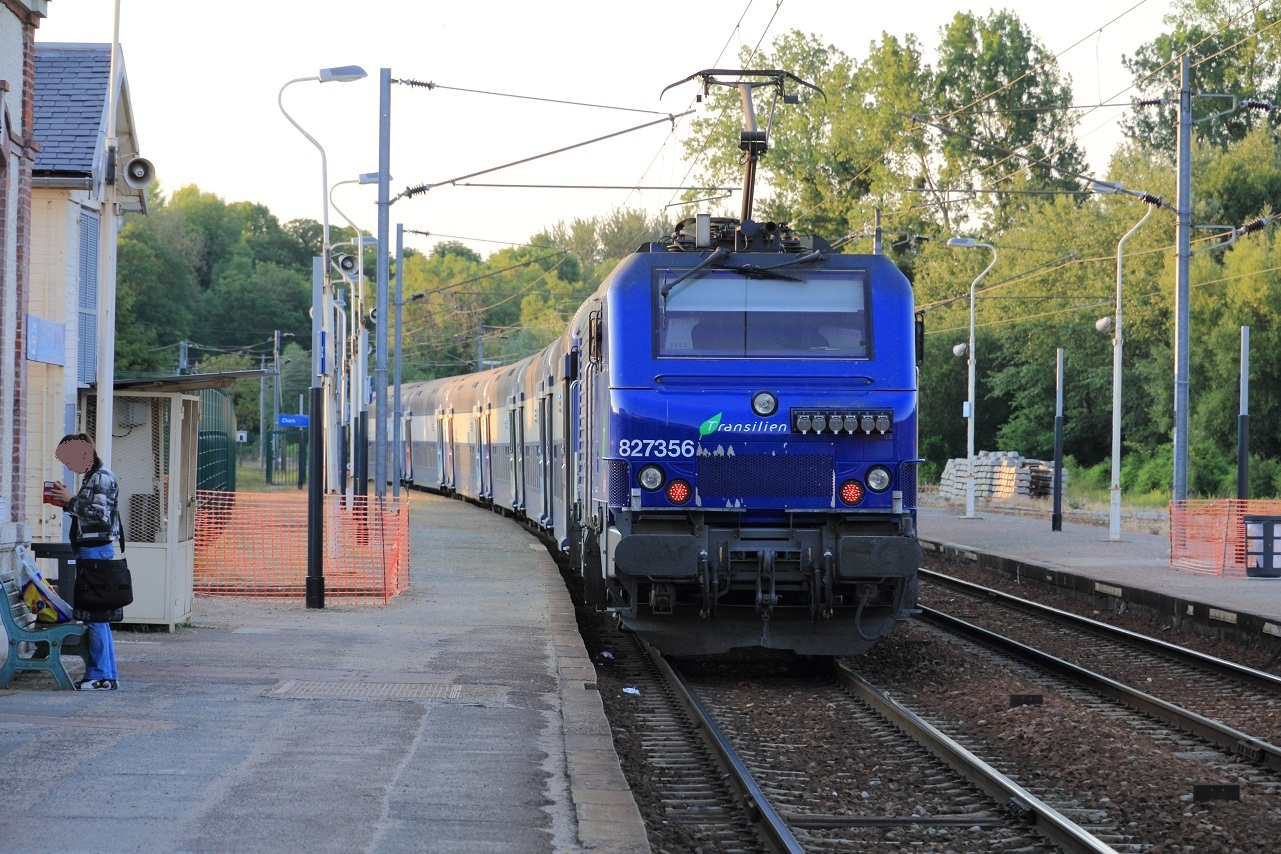
Départ d'une rame poussée en direction de Gisors en 2011.

## Fréquentation
De 2015 à 2023, les estimations de la SNCF sont les suivantes :
| Année         | 2015    | 2016    | 2017    | 2018    | 2019    | 2020   | 2021    | 2022    | 2023    |
| ------------- | ------- | ------- | ------- | ------- | ------- | ------ | ------- | ------- | ------- |
| Fréquentation | 204 576 | 207 620 | 211 762 | 210 567 | 216 668 | 61 405 | 186 583 | 200 713 | 198 282 |

## Service des voyageurs

### Desserte
Elle est desservie par les trains du réseau Transilien Paris Saint-Lazare. Il s'agit de la dernière gare avant la région Hauts-de-France, la tarification Île-de-France ne s'appliquant donc pas au-delà.
La gare est desservie à raison d'un train toutes les deux heures aux heures creuses et d'un train toutes les 30 minutes environ aux heures de pointe.

### Intermodalité
La gare est desservie par les lignes de bus 95-08, 95-35 et 95-46 du réseau de bus du Vexin, grâce à l'arrêt Chars Centre-Ville, à environ 360 mètres, sur la D915.

## Service des marchandises
Cette gare est ouverte au service du fret (train massif seulement).

## Galerie de photographies

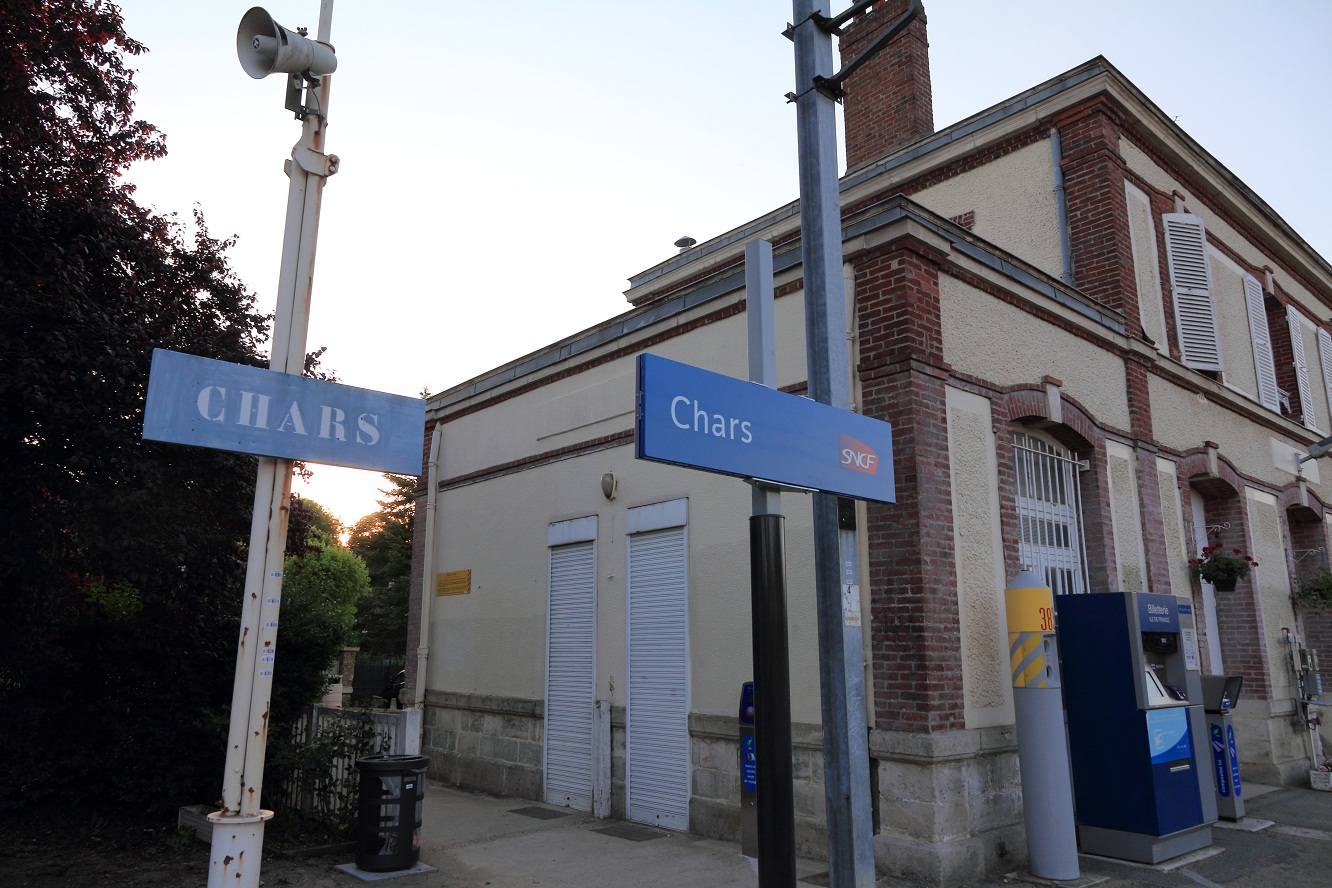
Mise aux normes de la signalétique "Transilien" en 2011.
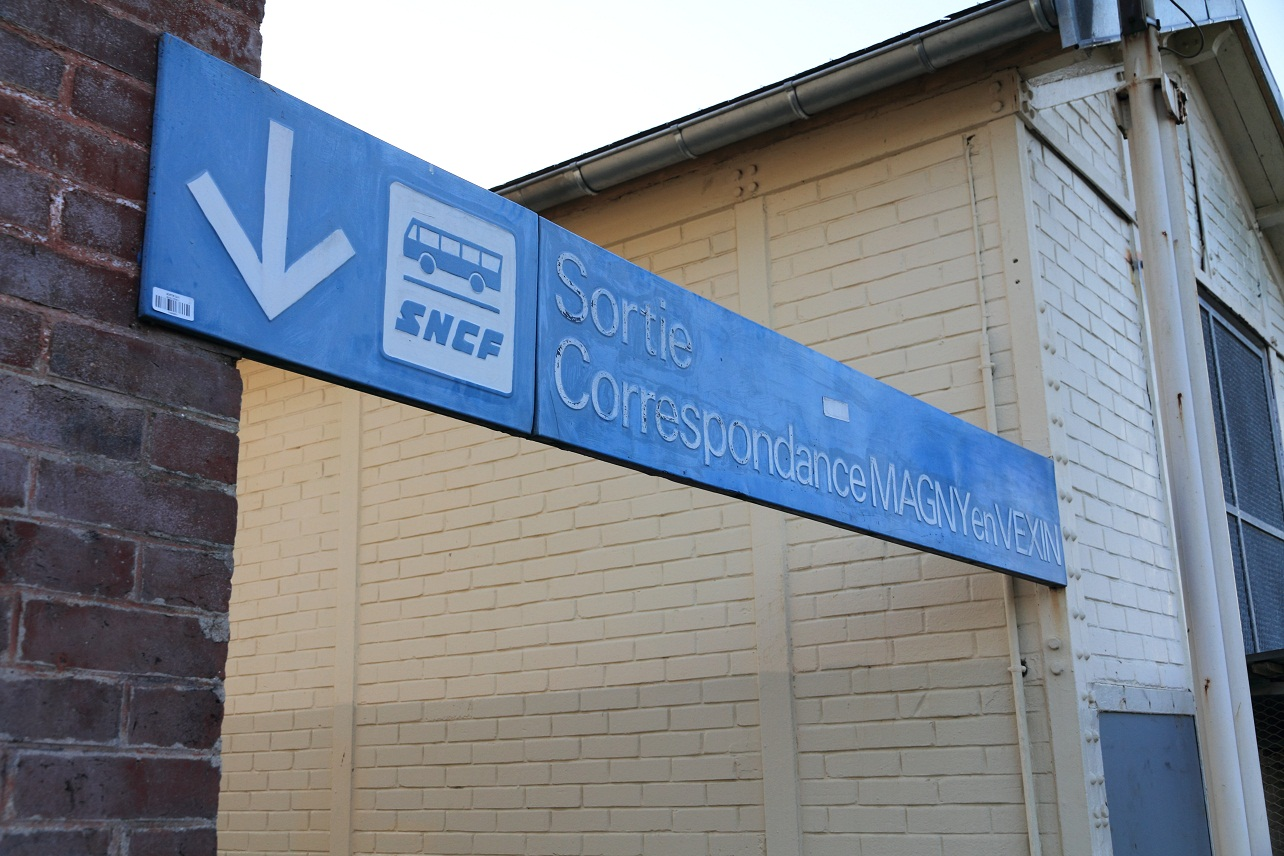
Panneau de correspondance par bus pour Magny-en-Vexin en 2011.
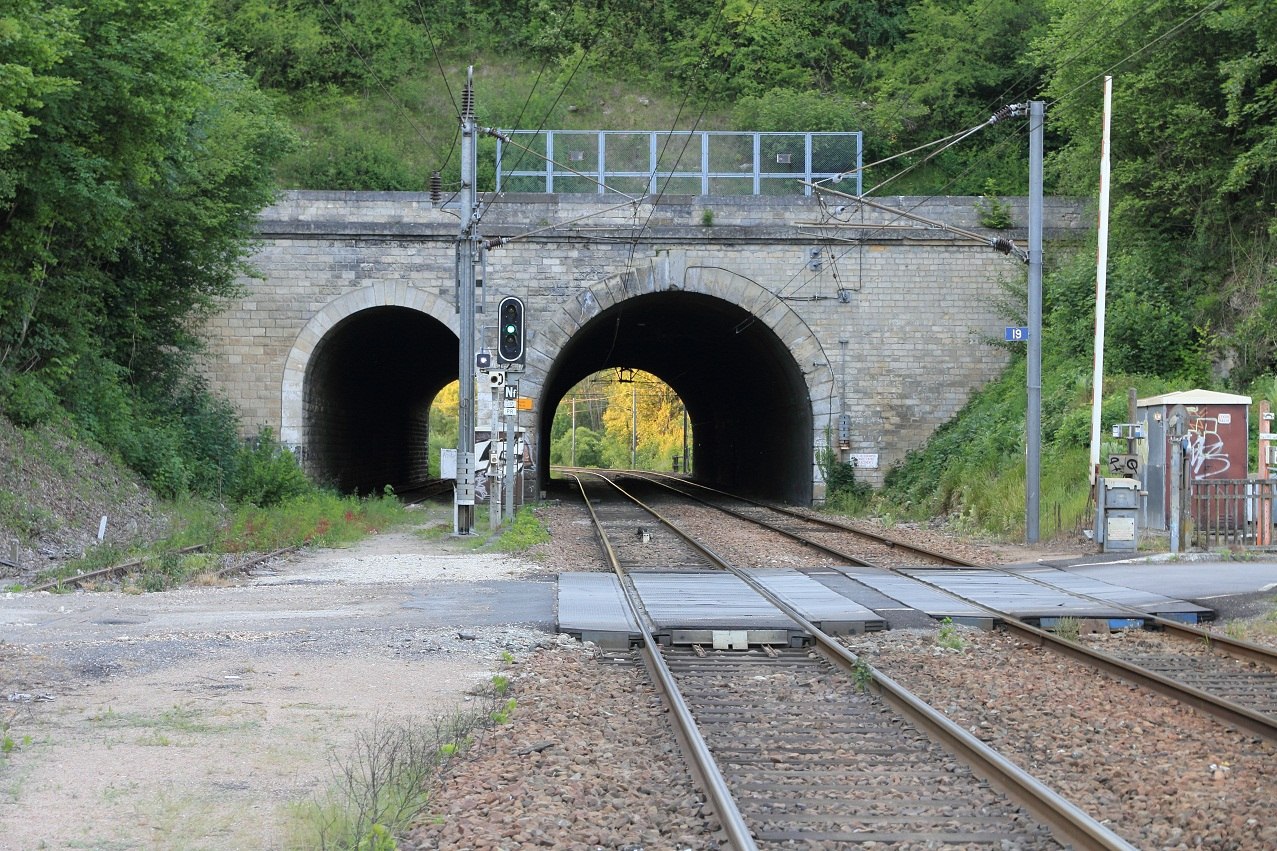
Vue des tunnels jumeaux de Chars avec la direction vers Magny-en-Vexin à gauche.